# Тахмизян, Эмма
Эмма Тахмизян (болг. Емма Тахмизян, англ. Emma Tahmizian; род. 13 декабря 1957 года, Пловдив) — болгарско-американская пианистка.

## Биография
Из семьи армянских переселенцев, обосновавшихся в Болгарии после Первой мировой войны. В возрасте восьми лет получила премию на национальном фестивале исполнителей в Софии. Училась в Софийской консерватории у Константина Ганева.
В 1974—1985 гг. стала лауреатом нескольких международных конкурсов, в том числе в 1977 году выиграла Международный конкурс имени Роберта Шумана в Цвиккау.
Концертировала в сопровождении филармонических оркестров Москвы, Ленинграда, Галле, Берлинского симфонического оркестра.
В 1985 г. после участия в Конкурсе пианистов имени Вана Клиберна осталась в США, поселилась в Нью-Йорке. Совершенствовалась в Джульярдской школе (класс Адели Маркус). Выступает в концертах камерной музыки, даёт сольные концерты (Линкольн-центр, Кеннеди-центр, концертный зал Меркин, Карнеги-Холл, Jordan Hall (Бостон), Смитсоновский институт).
Преподаёт в Университете Лоуренса (штат Висконсин), а также в летней школе Bowdoin International Music Festival.

## Участие в конкурсах
- лауреат 1-й премии VII Международного конкурса имени Роберта Шумана (Цвиккау, ГДР, 1977)[2]
- лауреат 7-й премии VII Международного конкурса имени П. И. Чайковского (Москва, 1982)[3][4]
- лауреат 6-й премии Международного конкурса пианистов в Лидсе (Великобритания, 1984)[5]
- лауреат 4-й премии Конкурса пианистов имени Вана Клиберна (США, 1985)